# VW Karmann-Ghia Typ 34

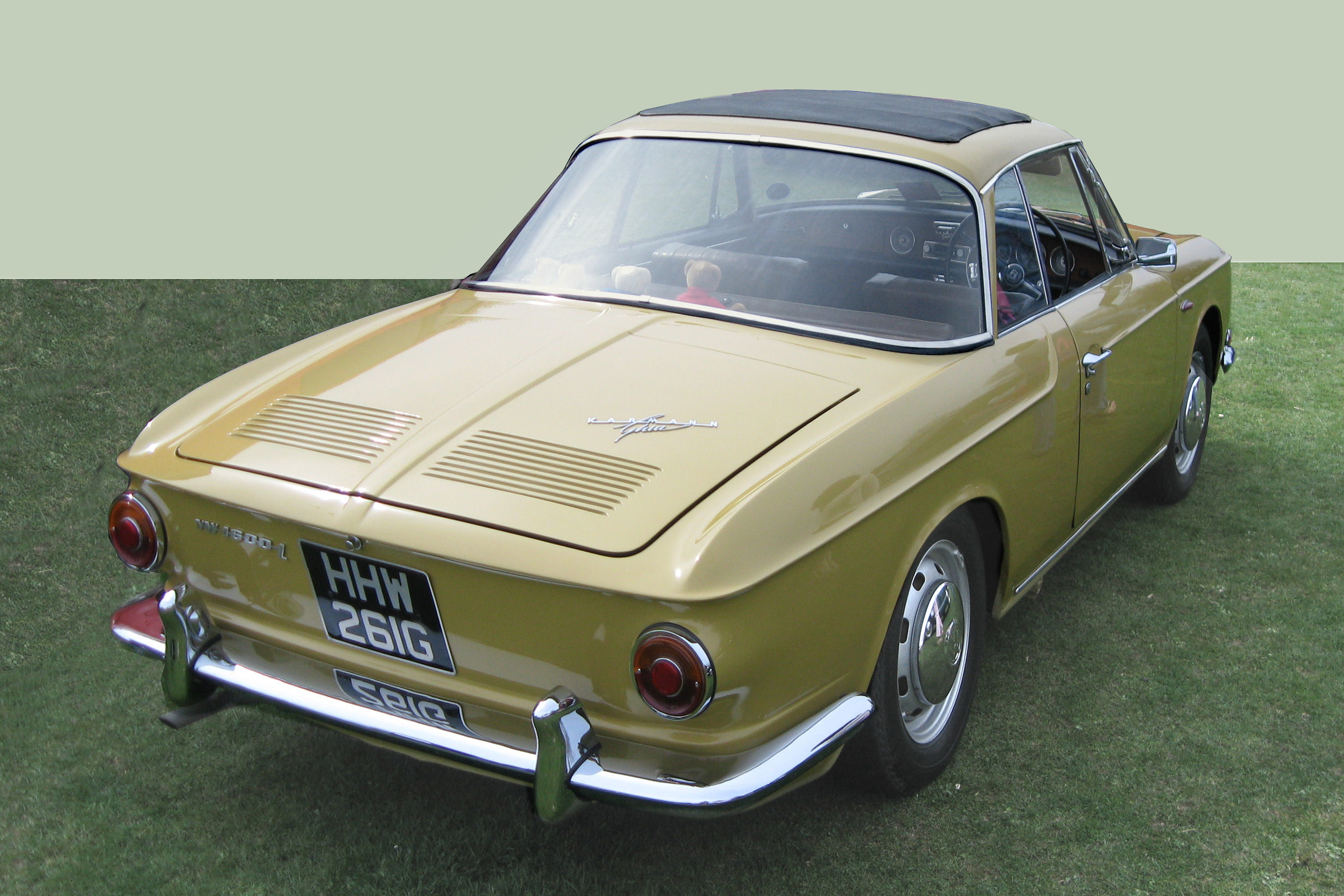
Luftschlitze über dem Heckmotor

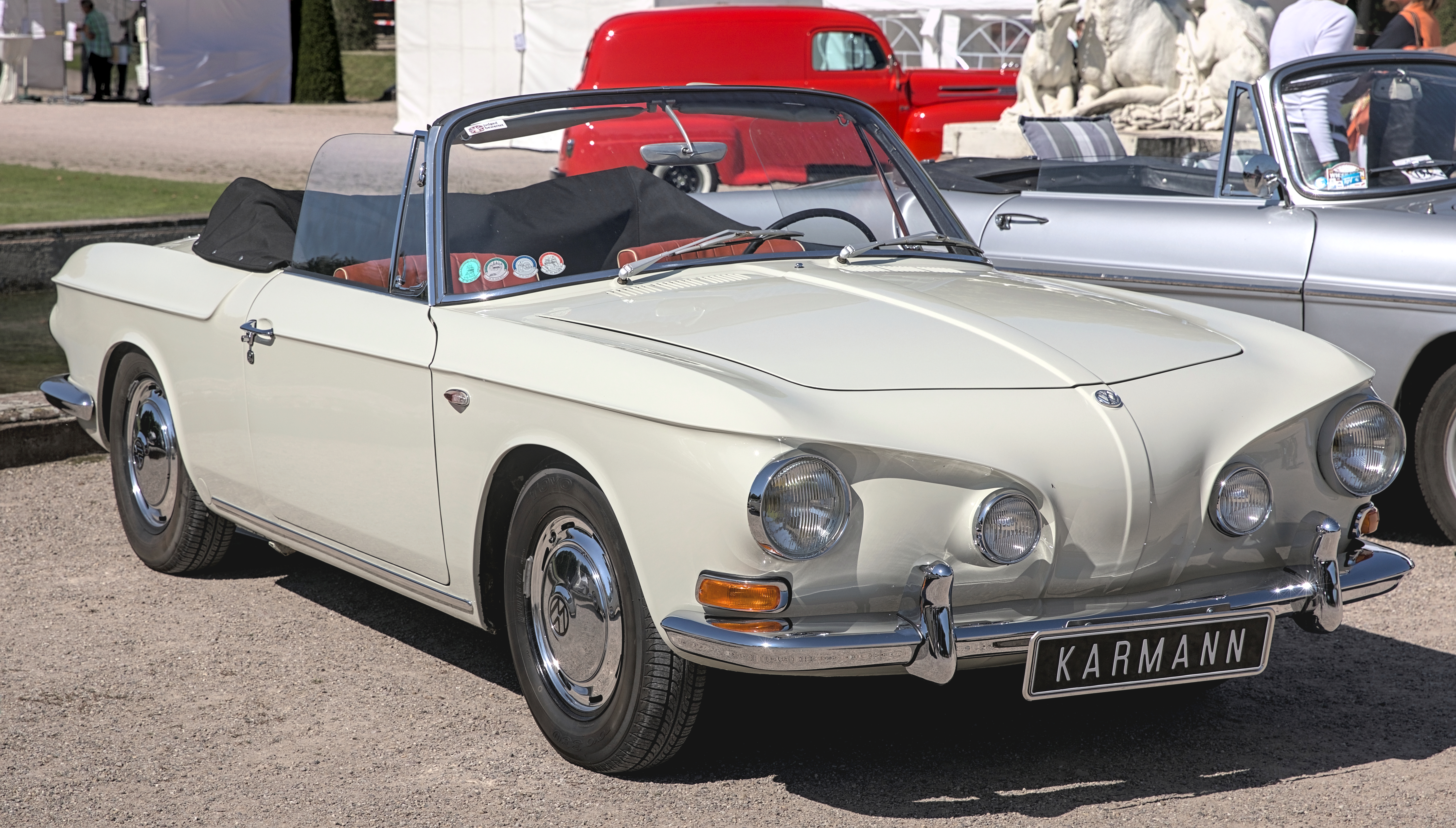
Cabrio Prototyp

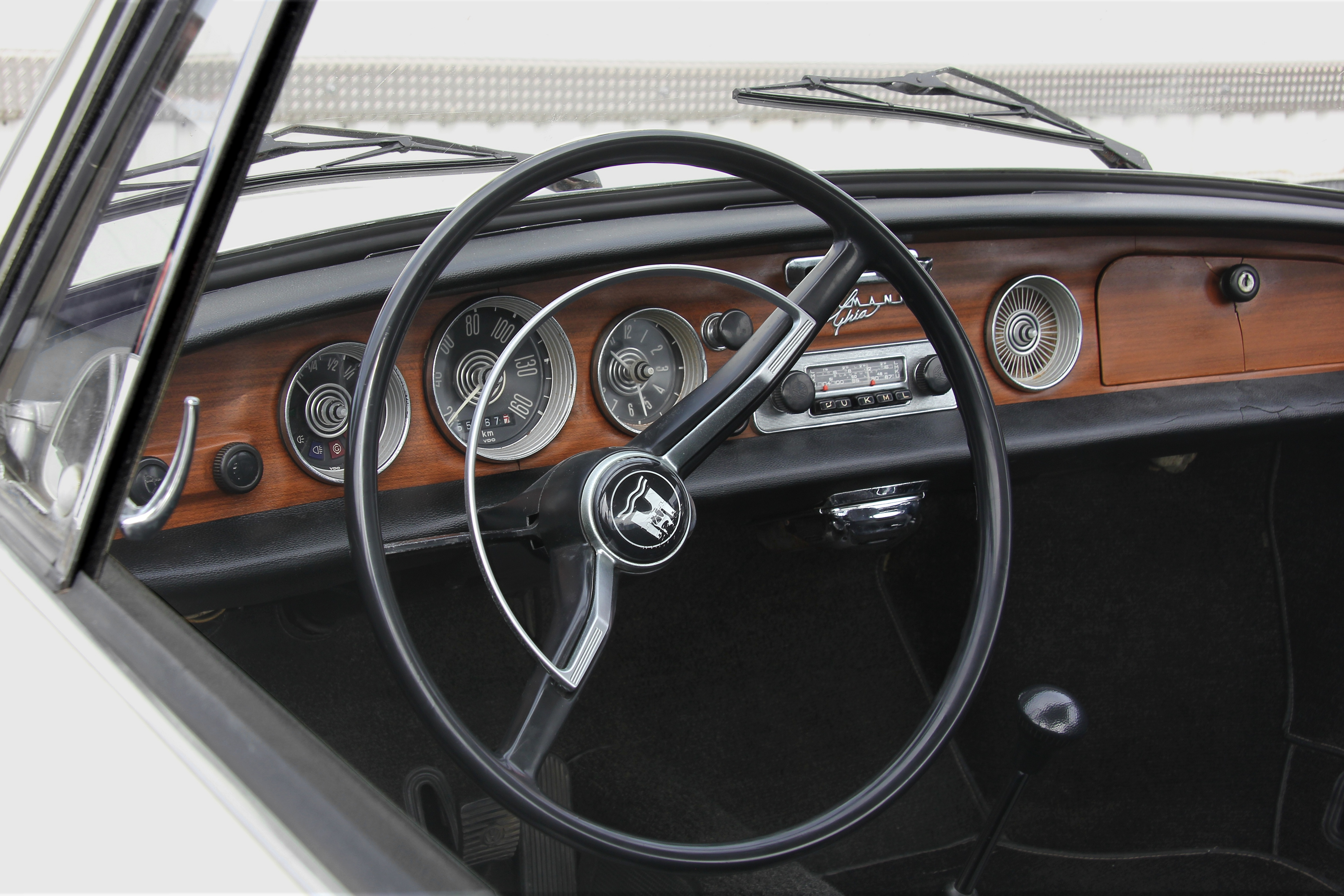
Lenkrad und Armaturenbrett

Der VW Typ 34 ist der „große Karmann-Ghia“ (['gia], nicht ['dʒia]), das Sportcoupé auf Basis des VW Typ 3 jener Jahre. Er wurde im Lohnauftrag für VW bei Karmann in Osnabrück gebaut.

## Positionierung in der Modellpalette
Er ist nicht der Nachfolger des „kleinen Karmann Ghia“ (VW Typ 14), sondern beide wurden parallel produziert und angeboten. Während der Typ 14 auf einem (leicht modifizierten) VW-Käfer-Fahrgestell aufbaut, basiert der Typ 34 auf dem VW Typ 3 (VW 1500/1600) und teilt sich mit diesem den Plattformrahmen mitsamt Achsen und Antrieb. Bis zum Erscheinen des VW 411, das heißt von Ende 1961 bis 1968, war der große Karmann der teuerste und schnellste Personenwagen im Angebot von VW.
Wie der „kleine“ Karmann-Ghia jeweils die stärkste Motorisierung des VW Käfer erhielt, wurde auch der große Karmann immer mit dem leistungsfähigsten Motor und der besten Ausstattung des Parallelmodells VW Typ 3 ausgeliefert. Der Wagen sei kein echter Sportwagen, sondern „A Ladies’ Sportscar“, wie VW betonte. Der große Karmann-Ghia war vor allem als Zweitwagen der Dame des Hauses vermögender Schichten und als Gefährt von Akademikerinnen zu finden.
Der Typ 34 ist offiziell ein viersitziger geschlossener Personenwagen. Die Viersitzigkeit gilt allenfalls für die Mitnahme kleiner Kinder auf den hinteren Notsitzen. Die Räder hatten Einzelradaufhängung (vorn Kurbellenker-, hinten Pendelachse) und zunächst rundum Trommelbremsen. Im Modelljahr 1966 (ab August 1965) erhielten die Vorderräder Scheibenbremsen. Im folgenden Modelljahr 1967 (ab August 1966) waren ein 12-V-Bordnetz und die Zweikreisbremsanlage serienmäßig. Ab Modelljahr 1968 gab es gegen Aufpreis eine Getriebe-Vollautomatik in Verbindung mit einer modernen Schräglenkerachse hinten. Ab Modelljahr 1969 hatten auch die Wagen mit Schaltgetriebe die hintere Schräglenkerachse.
Zum 1. September 1961 begann die Serienfertigung des Fahrzeuges mit einem 1,5-l-Vierzylinder-Boxermotor, der 45 PS (33 kW) leistete. Es erreichte damit eine Höchstgeschwindigkeit von 137 km/h. Zum Modelljahr 1964 erschien das Modell 1500 S mit zwei Vergasern, höherer Verdichtung und 54 PS (40 kW). Der S-Motor erforderte Superbenzin. Er war zwei Modelljahre lang die serienmäßige Motorisierung. Zum Modelljahr 1966 wurde der S-Motor durch einen 1600-cm³-Motor mit ebenfalls 54 PS (40 kW) Leistung ersetzt, der mit Normalbenzin betrieben werden konnte. Der 1600er mit 54 PS (40 kW) wurde – mit geringen Modifikationen – bis zum Produktionsende des Fahrzeugtyps beibehalten.
Neben dem Coupé sollte ursprünglich, wie beim kleinen Karmann-Ghia, auch eine Cabriolet-Version angeboten werden. Über die Anzahl der Cabriolet-Prototypen wird spekuliert; es gilt als sehr wahrscheinlich, dass 12 Fahrzeuge (Prototypen und Nullserie) bei Karmann in Osnabrück gebaut wurden.
Eines dieser Fahrzeuge, ein weißes Nullserienfahrzeug von 1963, steht im (nicht öffentlich zugänglichen) Karmann-Werksmuseum in Osnabrück. Im VW-Werksmuseum steht ein silbernes Cabriolet, Hier handelt es sich vermutlich um einen originalen Cabrioletaufbau, der auf ein Coupé-Fahrgestell von 1969 gesetzt wurde. Mehrere Teile von Fahrwerk und Technik (z. B. Automatik, Scheibenbremsen, sogar der vergrößerte Tachometer der späteren Modelljahre) wurden vom 1969er Spenderfahrzeug übernommen.
Das nordrhein-westfälische Unternehmen Lorenz (Wetter an der Ruhr) baute auf Kundenwunsch Coupés zu Cabriolets um. Es dürften rund 20 Lorenz-Umbauten entstanden sein.
Der Typ 34 war kein wirtschaftlicher Erfolg. Nach nur 42.505 Fahrzeugen wurde dieser Typ ohne Nachfolger eingestellt.

## Karmann-Ghia als Oldtimer
Infolge der von Anfang an geringen Stückzahlen ist der große Karmann mittlerweile kaum noch im Straßenverkehr anzutreffen. Seine Technik ist relativ einfach, gut zu warten und zu reparieren, auch Ersatzteile zum Antrieb und zum Chassis sind gut verfügbar. Jedoch gelten viele Karmann-spezifische Teile der Karosserie als hochproblematisch. Anders als beim VW Käfer und dem VW Typ 3 sind die Kotflügel bei den Karmann-Karosserien verschweißt statt angeschraubt. Frontmasken, Stoßstangen, Windschutzscheiben und Rückleuchten sollen zur Ersatzbeschaffung große Probleme aufwerfen; oft müssen ausgeschlachtete Fahrzeuge die benötigten Teile spenden. Daher sind einwandfreie „Vierunddreißiger-Karmänner“ heute fünfstellig zu bezahlen.

## Technische Daten
| Baujahre                      | 1961–1963 | 1963–1965 | 1965–1969 |                               |                               |                               |
| Motor                         | flachgebauter Vierzylinder-Viertakt-Boxer-Heckmotor; luftgekühlt; zentrale Nockenwelle; über Stoßstangen und Kipphebel betätigte hängende Ventile; Ölbadluftfilter; Zündfolge 1-4-3-2 | flachgebauter Vierzylinder-Viertakt-Boxer-Heckmotor; luftgekühlt; zentrale Nockenwelle; über Stoßstangen und Kipphebel betätigte hängende Ventile; Ölbadluftfilter; Zündfolge 1-4-3-2 | flachgebauter Vierzylinder-Viertakt-Boxer-Heckmotor; luftgekühlt; zentrale Nockenwelle; über Stoßstangen und Kipphebel betätigte hängende Ventile; Ölbadluftfilter; Zündfolge 1-4-3-2 |                               |                               |                               |
| Bohrung × Hub                 | 83 × 69 mm | 83 × 69 mm | 85,5 × 69 mm |                               |                               |                               |
| Hubraum                       | 1493 cm³ | 1493 cm³ | 1584 cm³ |                               |                               |                               |
| Nennleistung                  | 45 PS (33,1 kW) bei 3800/min | 54 PS (39,7 kW) bei 4200/min | 54 PS (39,7 kW) bei 4000/min |                               |                               |                               |
| max. Drehmoment               | 10,8 kpm (105,9 Nm) bei 2000/min | 10,8 kpm (105,9 Nm) bei 2400/min | 11,2 kpm (109,8 Nm) bei 2200/min |                               |                               |                               |
| Verdichtung                   | 7 : 1 | 8,5 : 1 | 7,7 : 1 |                               |                               |                               |
| Kraftstoff                    | Normalbenzin | Superbenzin | Normalbenzin | Normalbenzin                  | Normalbenzin                  |                               |
| Gemischaufbereitung           | ein Flachstrom-Vergaser Solex | zwei Fallstrom-Vergaser Solex | zwei Fallstrom-Vergaser Solex |                               |                               |                               |
| Getriebe                      | Viergang-Schaltgetriebe, ab 9/67 auch Dreigang-Vollautomatik | Viergang-Schaltgetriebe, ab 9/67 auch Dreigang-Vollautomatik | Viergang-Schaltgetriebe, ab 9/67 auch Dreigang-Vollautomatik |                               |                               |                               |
| Radstand                      | 2400 mm | 2400 mm | 2400 mm |                               |                               |                               |
| Spur vorn/hinten              | 1310/1346 mm | 1310/1346 mm | 1310/1346 mm |                               |                               |                               |
| Maße (L × B × H)              | 4280 × 1620 × 1335 mm | 4280 × 1620 × 1335 mm | 4280 × 1620 × 1335 mm |                               |                               |                               |
| Leergewicht                   | 910 kg, Automatik: 940 kg | 910 kg, Automatik: 940 kg | 910 kg, Automatik: 940 kg |                               |                               |                               |
| Gesamtgewicht                 | 1250 kg | 1280 kg | 1310 kg, Automatik: 1340 kg |                               |                               |                               |
| Höchstgeschwindigkeit         | 137 km/h | 150 km/h | 150 km/h, Automatik: 140 km/h | 150 km/h, Automatik: 140 km/h | 150 km/h, Automatik: 140 km/h | 150 km/h, Automatik: 140 km/h |
| Beschleunigung von 0–100 km/h | 22,5 s | 19 s | 19 s, Automatik: 25 s |                               |                               |                               |